# صندوق‌ماهیان
صَندوق‌ماهیان (Ostraciidae) خانواده‌ای از ماهیان هستند.
زیستگاه صندوق‌ماهیان اقیانوس‌های اطلس، هند و آرام است. آن‌ها در رنگ‌های گوناگون وجود دارند و ویژگی اصلی آن‌ها نقش‌های شش‌ضلعی و کندومانند بر روی پوست و اسکلتشان است.
فلس‌های صفحه‌ای و شش‌ضلعی آن‌ها بر روی یک لاک سه‌گوش سفت و صندوق‌مانند قرار دارد.
به خاطر این لاک سنگین، حرکت صندوق‌ماهیان آهسته و به شکل پارو زدن است. صندوق‌ماهیان گونهٔ Lactophrys از پوست خود زهرهایی به آب پیرامونشان می‌تراوانند.